# Grupo Desportivo Casa do Povo de Oliveira do Douro
O Grupo Desportivo Casa do Povo de Oliveira do Douro é um clube de futebol português, com sede no lugar de Vila Nova, na freguesia de Oliveira do Douro (Cinfães), município de Cinfães, distrito de Viseu.

## História
O clube foi fundado em 1958 e o seu presidente actual chama-se António Pereira.

## Ligas
- 2005- 2006 - 1ª divisão da Associação de Futebol de Viseu (16º e último lugar, 8 pts, despromovido para a segunda divisão distrital.

- 2006-2007 - 2ª divisão da Associação de Futebol de Viseu.

- 2007-2008 - 1ª divisão - zona norte - da Associação de Futebol de Viseu.

## Estádio
"Campo da Ranha"

## Marca do equipamento desportivo
Joma